# Szabolcs Szöllősi
Szabolcs Szöllősi (Békéscsaba, 28 de enero de 1989) es un jugador de balonmano húngaro que juega de pívot en el Dabas KK. Es internacional con la selección de balonmano de Hungría.

## Clubes
| Club         | País    | Año       |
| ------------ | ------- | --------- |
| MKB Veszprém | Hungría | 2007-2008 |
| Csurgói KK   | Hungría | 2008-2015 |
| Tatabánya KC | Hungría | 2015-2018 |
| Dabas KK     | Hungría | 2018-Act. |